# Majorité électorale

Majorité électorale dans le monde :
16 ans
17 ans
18 ans
19 ans
20 ans
21 ans

La majorité électorale est l'âge minimum établi par la loi qu'une personne doit atteindre avant d'obtenir le droit de voter à une élection publique. L'âge le plus courant est de 18 ans. Cependant, la majorité électorale varie selon les pays, entre 16 ans et 21 ans. La plupart des pays inscrivent l'âge minimum pour voter au sein de leur constitution.
Au moment de l'instauration du droit de vote au sein des sociétés démocratiques, l'âge légal pour voter était, la plupart du temps, fixé à 21 ans ou plus. Dans les années 1970, de nombreux pays ont réduit l'âge de vote à 18 ans. Le débat est toujours en cours dans certaines pays. Au Brésil, par exemple, l'âge minimum a été abaissé de 18 à 16 ans dans la constitution de 1988.

## Historique
En 1890, la loi no 5 de la République sud-africaine (communément appelée Transvaal), fixe la majorité électorale à 18 ans. Ce changement, de même que la législation ultérieure élargissant le droit de vote aux femmes et aux pauvres, était une tentative d'obtenir davantage de votes pour les Afrikaners, et limiter les votes en faveur des uitlanders.
Avant la Seconde Guerre mondiale, la majorité électorale, dans presque tous les pays, était de 21 ans au minimum. En 1946, la Tchécoslovaquie devient le premier État à diminuer cette majorité à 20 ans et, en 1968, 17 pays avaient abaissé l'âge minimal requis pour voter. De nombreux pays, notamment en Europe de l'Ouest, réduisent la majorité électorale à 18 ans au cours des années 1960 et 1970, en commençant par le Royaume-Uni (en 1969), les États-Unis (26e amendement) (1971), le Canada, l'Allemagne de l'Ouest (1972), l'Australie (1974), la France (1974) et la Suède (1974). À la fin du XXe siècle, l'âge minimal de 18 ans est l'âge le plus répandu dans le monde. Cependant, quelques pays maintiennent leur majorité électorale à 20 ans, voire plus. À l'inverse, certaines pays requièrent un âge inférieur à 16 ou 17 ans pour avoir le droit de vote. Les défendeurs de l'âge minimum électoral affirment « que si les hommes pouvaient être enrôlés pour aller à la guerre à 18 ans, ils devraient pouvoir voter à l'âge de 18 ans ».
À la fin du XXe siècle et au début du XXIe siècle, la majorité électorale est abaissée à 18 ans en Inde, en Suisse, en Autriche et au Maroc. Le Japon abaisse sa majorité électorale de 20 à 18 ans en juin 2016.

## Débat sur l'abaissement de l'âge à 16 ans

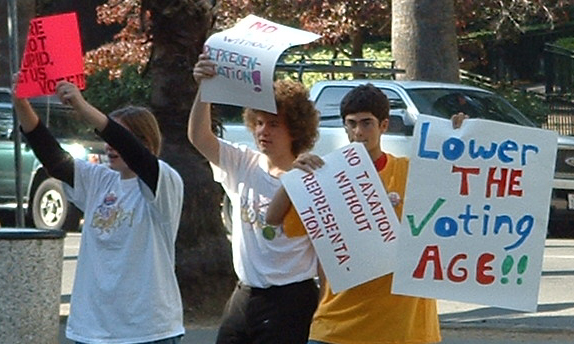
Manifestation en faveur de l'abaissement de l'âge de vote à Berkeley en 2004.

Depuis les années 2000, de nombreux pays commencent à débattre sur la réduction de l'âge légal pour voter, principalement en faveur de l'âge de 16 ans. Les premiers mouvements en Europe ont lieu dans les années 1990, lorsque l'âge minimum pour les élections municipales dans certains États d'Allemagne est abaissé à 16 ans. La Basse-Saxe est le premier État à procéder à une telle réduction, en 1995. Plus tard, quatre autres États font de même.

## Majorité électorale par pays
Ci-dessous, une liste alphabétique de la majorité électorale dans les différents pays du monde.

### Royaume-Uni
Au Royaume-Uni, la majorité électorale (pour les élections générales) au niveau national est fixée à 18 ans, coïncidant ainsi avec la majorité civile (hors l'Écosse). La majorité électorale a été abaissée en 1969; de 1928 à 1969, elle est fixée à 21 ans.
Au niveau local, seul l'Écosse et le pays de Galles ont abaissés leur majorités électorales à 16 ans, depuis 2015 et 2022 respectivement. En Écosse la majorité civile coïncide avec la majorité électorale au niveau local. Ce n'est cependant pas le cas au pays de Galles, où il est possible d'exercer son droit de vote deux ans avant d'être majeur, la majorité civile étant restée à 18 ans. Dans les deux cas, seules les élections locales sont concernées.
La majorité électorale reste à 18 ans en Angleterre et en Irlande du Nord pour toutes les élections.

### Suisse
En Suisse, la majorité électorale (pour les élections et votations) au niveau fédéral est fixée à 18 ans, coïncidant ainsi avec la majorité civile. La majorité électorale a été abaissée en 1991 (pour les 700 ans de la Confédération), après une première tentative infructueuse en 1979; avant 1991, elle est fixée à 20 ans.
Au niveau cantonal, seul Glaris fixe sa majorité électorale active (le droit de participer à l'élection ou à la votation) à 16 ans, la majorité électorale passive (le droit d'être élu) restant à 18 ans. Tous les autres cantons fixent la majorité électorale à 18 ans.